# Alfabeto romeno
L'alfabeto rumeno, detto anche alfabeto romeno, è una variante dell'alfabeto latino utilizzato per scrivere la lingua rumena. È una modifica dell'alfabeto latino classico e consiste di 31 lettere, cinque delle quali (Ă, Â, Î, Ș e Ț) sono state modificate dai loro originali grafemi latini per i requisiti fonetici della lingua:
| Lettera | Nome                       |
| ------- | -------------------------- |
| A, a    | a                          |
| Ă, ă    | ă                          |
| Â, â    | Â/ din a                   |
| B, b    | be / bî                    |
| C, c    | ce / cî                    |
| D, d    | de / dî                    |
| E, e    | e                          |
| F, f    | ef / fe / fî               |
| G, g    | ge / ghe / gî              |
| H, h    | ha / hî                    |
| I, i    | i                          |
| Î, î    | î / din i                  |
| J, j    | je / jî                    |
| K, k    | ca / capa                  |
| L, l    | el / le / lî               |
| M, m    | em / me / mî               |
| N, n    | en / ne / nî               |
| O, o    | o                          |
| P, p    | pe / pî                    |
| Q, q    | chiu                       |
| R, r    | er / re / rî               |
| S, s    | es / se / sî               |
| Ș, ș    | șe / șî                    |
| T, t    | te / tî                    |
| Ț, ț    | țe / țî                    |
| U, u    | u                          |
| V, v    | ve / vî                    |
| W, w    | dublu ve / dublu vî        |
| X, x    | ics                        |
| Y, y    | igrec / i grec / ipsilon   |
| Z, z    | ze / zet / zed / zî / zeta |

Le lettere Q, W e Y sono state formalmente introdotte nell'alfabeto rumeno nel 1982, sebbene fossero state utilizzate in precedenza. Si verificano solo in parole straniere e nei loro derivati rumeni, come quasar, watt e yacht . La lettera K, sebbene relativamente più antica, è anche usata raramente e compare solo nei nomi propri e nei neologismi internazionali come kilogram, broker, karate. Queste quattro lettere sono ancora percepite come straniere, il che spiega il loro utilizzo per scopi stilistici in parole come nomenklatură (normalmente nomenclatură, che significa "nomenclatura", ma a volte scritto con k invece di c se riferito a membri della leadership comunista in Unione Sovietica e i paesi del blocco orientale, poiché Nomenklatura è usata in inglese).